# Strzegom (gmina)
Strzegom est une gmina mixte du powiat de Świdnica, Basse-Silésie, dans le sud-ouest de la Pologne. Son siège est la ville de Strzegom, qui se situe environ 15 km au nord-ouest de Świdnica, et 52 km à l'ouest de la capitale régionale Wrocław.
La gmina couvre une superficie de 144,71 km2 pour une population de 26 990 habitants.

## Géographie
La gmina est bordée par la ville de Świebodzice et les gminy de Dobromierz, Jaworzyna Śląska, Mściwojów, Udanin et Żarów.